# Jacques Baumer
Jacques Baumer, pseudonimo di Jacques Henry Nusbaumer (Parigi, 12 aprile 1885 – Montchauvet, 20 giugno 1951), è stato un attore francese.

## Biografia

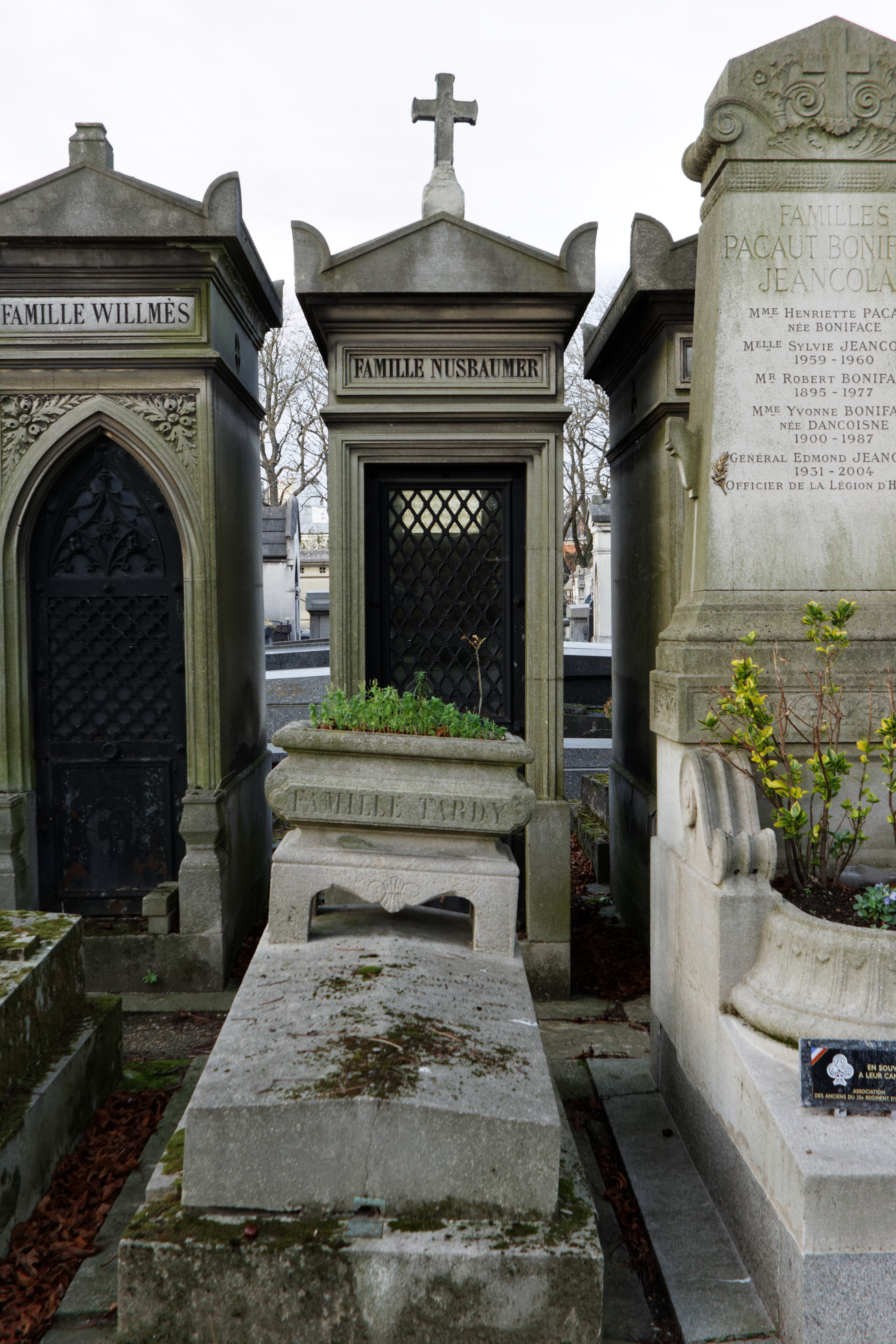
Tomba di Baumer al cimitero di Père-Lachaise

Jacques Baumer nacque nel 1885 a Parigi, in Francia. Iniziò la sua carriera nel teatro alla Comédie-Française, allievo di Jules-Louis-Auguste Leitner e di M. de Ferandy.
Aumentando la sua autorevolezza e il suo successo, raggiunse posizioni di primo piano nei teatri di boulevard, dove concluse la sua carriera come Napoleone nella Madame Sans Géne di Michel Sardou, ridotta ad operetta da Pierre Petit.
Il suo nome è ricordato per l'interpretazione in una delle commedie-manifesto del cosiddetto "teatro del silenzio", La souriante madame Beudet (1921), di André Obey e D. Amiel.
Tra le altre sue interpretazioni si possono menzionare: La vagabonde (1923) di Colette, Il signore e la signora tal dei tali (Monsieur et madame un tel, 1925) di D. Amiel, Félix  (1926), di Henri Bernstein, Les temps difficiles (1934), di Édouard Bourdet.
Si dedicò anche al cinema, interpretando numerosi film, tra i quali Il conte di Montecristo (1943), Les caves du Majestic (1945) e Caroline Chérie (1951).
Sposato con Marguerite Pierry, Jacques Baumer morì il 19 giugno 1951 a Parigi.
Anche se non aveva motivo di essere insoddisfatto della sua carriera, Jacques Baumer disse modestamente, come ricorda Raymond Chirat nel suo libro Eccentrici del cinema francese: «Il mio nome è Nussbaumer in verità e mi sembra sconsiderato chiedere al pubblico di conservare anche la metà del mio nome».

## Filmografia
- Ce cochon de Morin, regia di Georges Lacombe (1932)
- La bella brigata (La belle équipe), regia di Julien Duvivier (1936)
- Il caso del giurato Morestan (Gribouille), regia di Marc Allégret (1937)
- Il capitano Mollenard (Mollenard), regia di Robert Siodmak (1938)
- Caffè internazionale (Café de Paris), regia di Yves Mirande e Georges Lacombe (1938)
- Accordo finale (Accord final), regia di Ignacy Rosenkranz (1938)
- Alba tragica (Le jour se lève), regia di Marcel Carné (1939)
- Gioventù traviata (Les Inconnus dans la maison), regia di Henri Decoin (1942)
- Il conte di Montecristo (Le Comte de Monte Cristo), regia di Robert Vernay e Ferruccio Cerio (1943)
- Les caves du Majestic, regia di Richard Pottier (1945)
- Caroline chérie, regia di Richard Pottier (1951)